# Innisfail
Innisfail – miasto w Australii, w stanie Queensland.